# Jean Bretog
Jean Bretog, sieur de Saint-Sauveur, né à Saint-Laurent-de-Digne, est un dramaturge français.
Il a écrit une courte tragédie intitulée Tragédie française à huit personnages (1571).

## Édition moderne
- R. Reynolds-Cornell, Théâtre français de la Renaissance, 1e série, vol. 4 (1568-1573), Florence-Paris, Olschki-PUF, 1992, p. 146-176.